# Zigarettenpackung

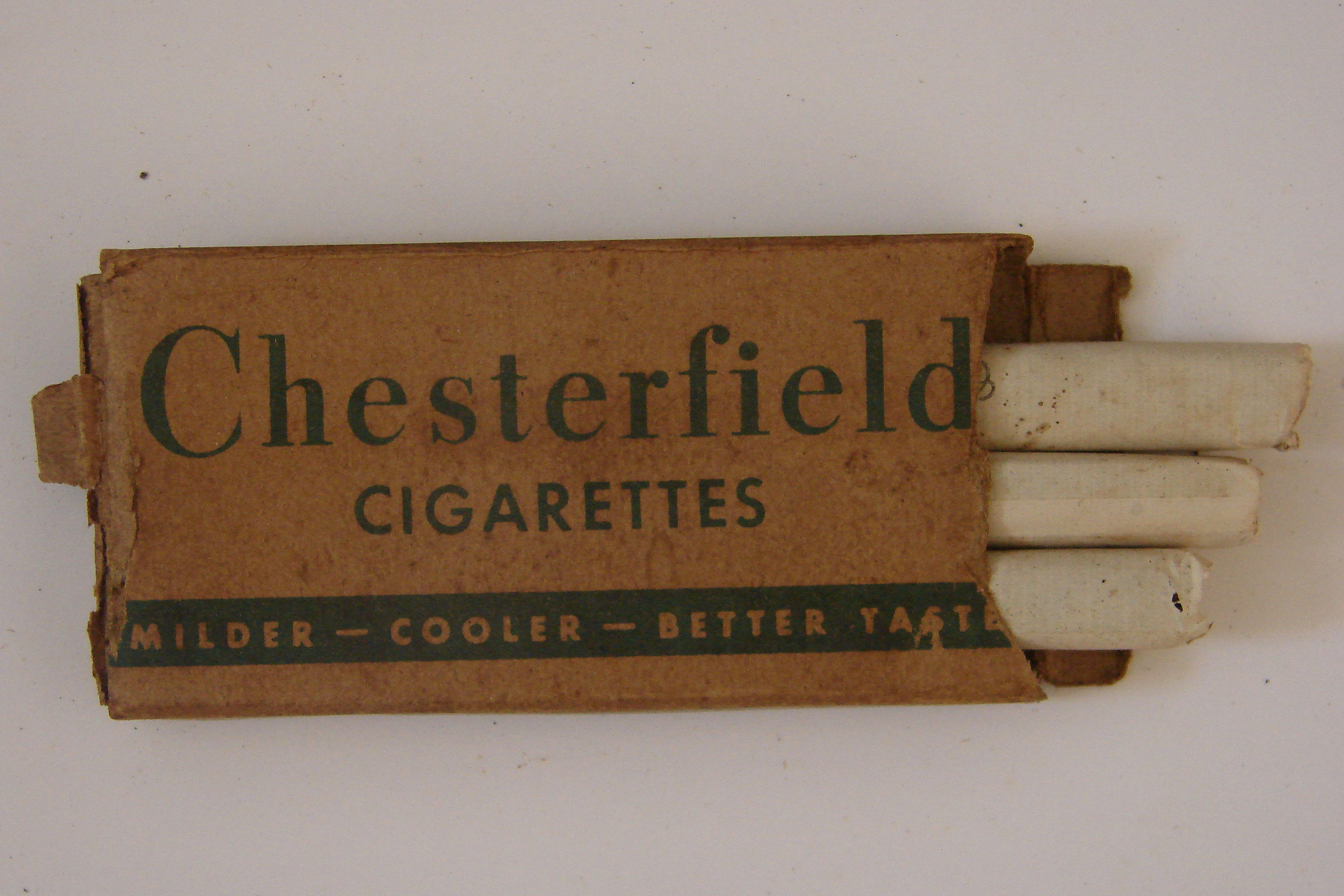
Eine Zigarettenschachtel aus der Zeit des Zweiten Weltkrieges

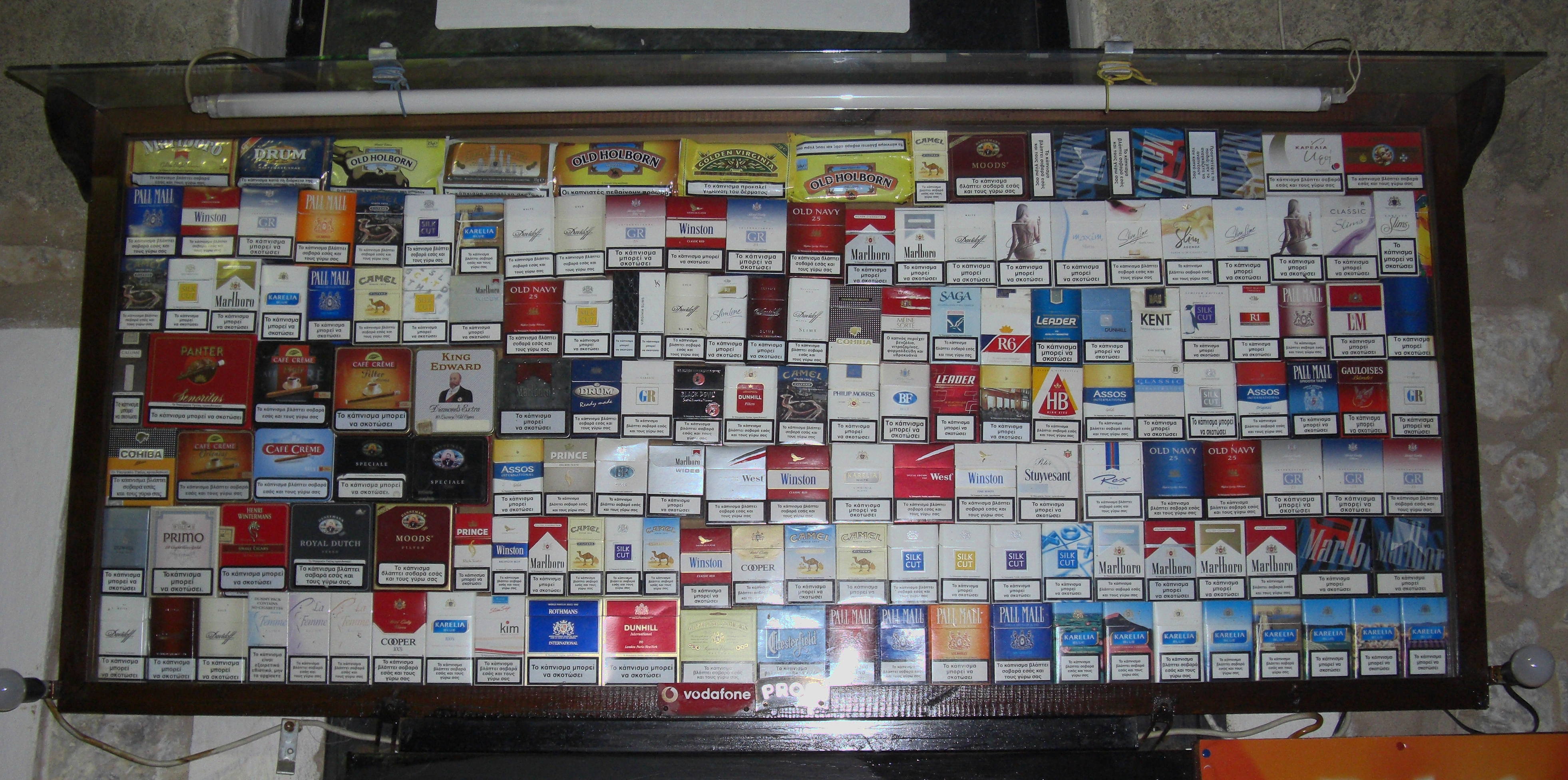
Moderne Zigarettenpackungen

Eine Zigarettenpackung (Zigarettenschachtel) ist ein oft quaderförmiger Behälter, meist aus Pappe, in dem mehrere Zigaretten enthalten sind. In der Schweiz wird statt Zigarettenpackung öfter der Ausdruck Zigarettenpäckchen oder Zigarettenpäckli verwendet, in Österreich hingegen die Form Zigarettenpackerl. Für Zigarettenautomaten haben die Packungen meist eine einheitliche Größe.

## Packungsgröße

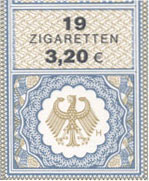
Deutsche Steuerbanderole

Erhöhungen der Verkaufspreise oder Tabaksteuer können in manchen Ländern dazu führen, dass sich die Zahl der enthaltenen Zigaretten verändert, um einen glatten und damit automatentauglichen Endverkaufspreis zu erhalten. In der Schweiz ist die Packungsgröße auf 20 Stück festgelegt. Automatenzigaretten können preislich vom normalen Verkaufspreis abweichen, da normalerweise auf die nächste 50-Rappen-Grenze aufgerundet wird.
In Deutschland war vom Gesetzgeber bis 2010 eine Mindestgröße von 17 Stück vorgeschrieben, die im Jahre 2010 auf 19 Stück und seit 2016 auf mindestens 20 Zigaretten pro Packung erhöht wurde. Einige Marken bieten aber zusätzlich auch sogenannte Big Packs, die bis zu 25, in manchen Fällen auch 30 Zigaretten, und Maxi Packs, die mehr Zigaretten als das der Marke entsprechende Big Pack enthalten, an. Auf der Zigarettenstange, d. h. im Gebinde, worin mehrere Schachteln zusammen verpackt sind, ist die Packungsgröße in Deutschland durch entsprechende Kennzeichnung ersichtlich, wobei OP für Original Pack(ung), BP für Big Pack und MP für Maxi Pack steht.
In Österreich sind 20er-Packungen üblich. Nur bei einzelnen Marken jedoch auch größere oder kleinere, eher bei Importprodukten. In Automaten sind ebenfalls nur 20er-Packungen enthalten. Zur Zeit vor Einführung des Euro waren Zigarettenpreise in ganzen Schilling zu bezahlen, seit der Umstellung sind die Preise in 5-Cent-Schritten gestaffelt. Durch die mit der Umstellung erfolgte Modernisierung der Münzer geben die meisten Automaten heute Rückgeld.
In Deutschland waren früher Packungen mit 10 oder 12 Stück Inhalt üblich. Zehnerpackungen etablierten sich wieder ab 2003, bis sie schließlich Mitte 2004 mit der Begründung verboten wurden, dass diese kleineren und dadurch günstigeren Schachteln Jugendliche mehr zum Rauchen animieren würden als die normalen Schachteln. Auch in Österreich gab es bis in die 1970er Jahre 10er Schachteln. Es durften Zigaretten auch einzeln verkauft werden. Dies war in Gasthäusern durchaus üblich. Vor allem in Varietés und Tanzlokalen geschah dies früher durch ein „Zigarettenmädchen“ mit Bauchladen. Während Zehnerpackungen in anderen Ländern noch länger legal waren oder sind (z. B. in Großbritannien bis März 2016), ist der Verkauf einzelner Zigaretten in vielen Ländern heute verboten, jedoch weiterhin üblich (z. B. auf den Straßen von New York City).

## Steuerbanderole
Die Zigarettenschachtel enthält in vielen Ländern an der Oberseite eine aufgeklebte Steuerbanderole (Dienstsiegel), die die ordnungsgemäße Versteuerung der enthaltenen Zigaretten und damit auch die Herkunft dokumentiert.
In Österreich ist sie nur auf Packungen vorhanden, deren Packungsdesign nicht direkt für Österreich produziert wurden. Bei Weichpackungen ist sie auf der Oberseite angebracht, bei Hartpackungen auf der Seite und hinten (jeweils unter der Plastikumhüllung), so dass sie beim Öffnen zerstört oder abgelöst wird.

## Packungsarten

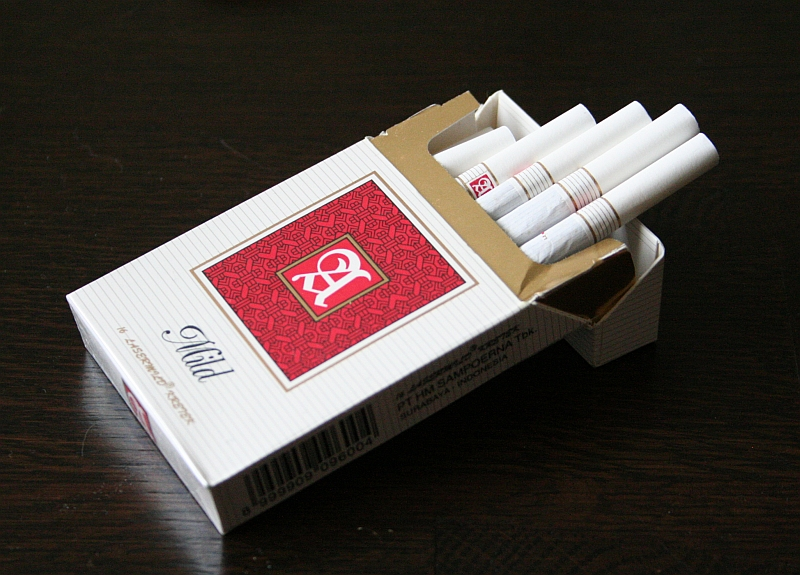
Flip-Top-Box

### Hardpack

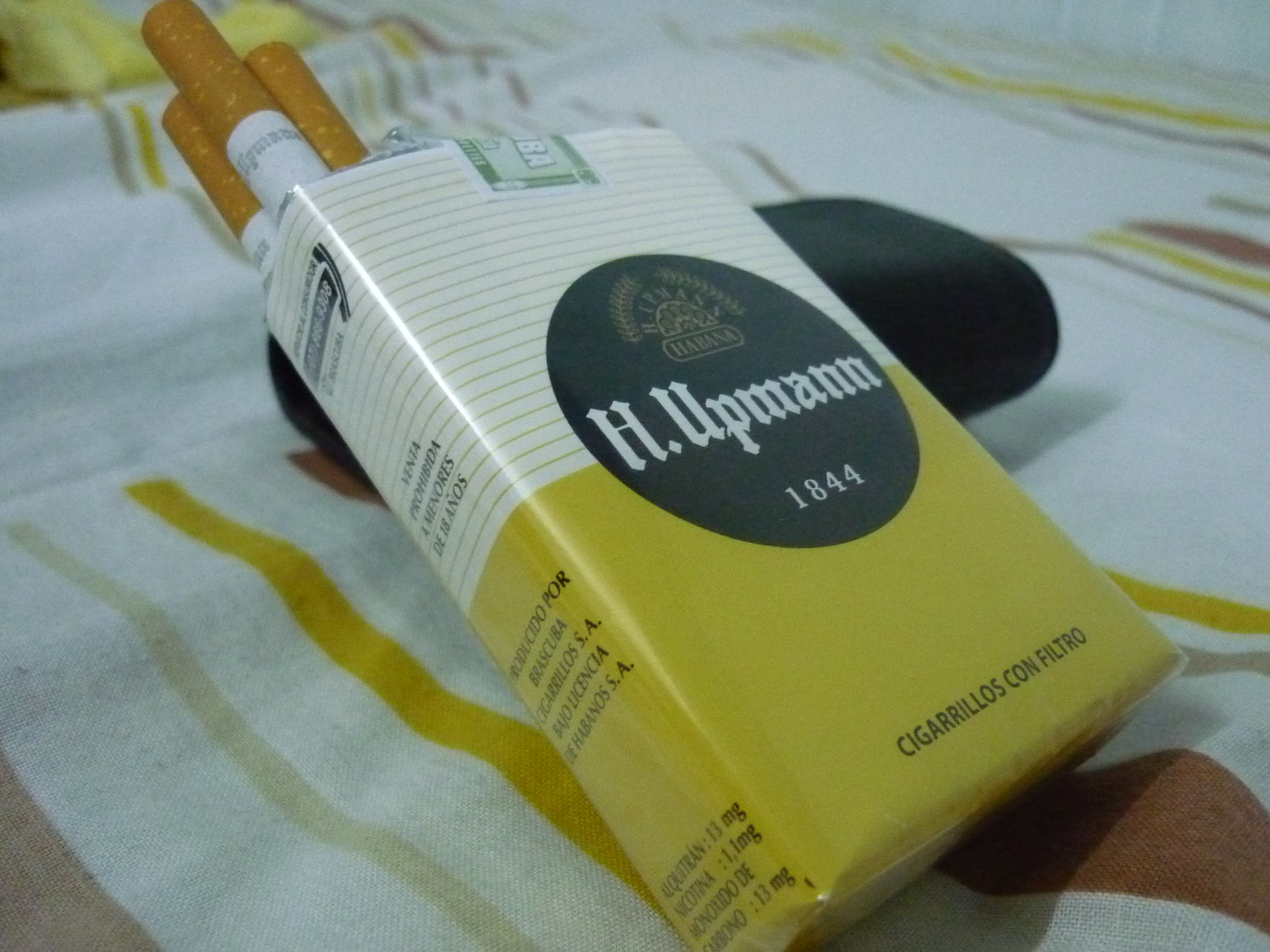
Softpack der Marke H. Upmann

Als Hardpack (engl. für Pappverpackung, auch Flip-Top-Box) bezeichnet man in der Zigarettenindustrie die gängige Schachtel-Verpackung, die aus relativ stabilem Karton besteht. Die Schachtel ist mit einem Aromaschutzpapier oder einer Aromaschutzfolie ausgelegt und durch eine Klarsichtfolie luftdicht verschlossen. Durch Ziehen des sogenannten „Pull-Tabs“ wird die Schachtel geöffnet. Im Gegensatz zum Softpack, dem Pendant zum Hardpack, ist das Hardpack in der Regel wieder verschließbar (Ausnahme z. B. F6 in der normal-Sorte).

### Softpack
Als Softpack (engl. für Papierverpackung) bezeichnet man in der Zigarettenindustrie eine Verpackung aus relativ dünnem Papier anstelle des beim Hardpack üblichen Kartons. Anders als dieser ist der Softpack nicht wieder verschließbar. Zigaretten im Softpack sind meistens um 10 Cent beziehungsweise 10 Rappen günstiger als Zigaretten im Hardpack, jedoch besteht bei Softpacks eine größere Wahrscheinlichkeit, dass die Zigaretten brechen.

### Zigarettenetui

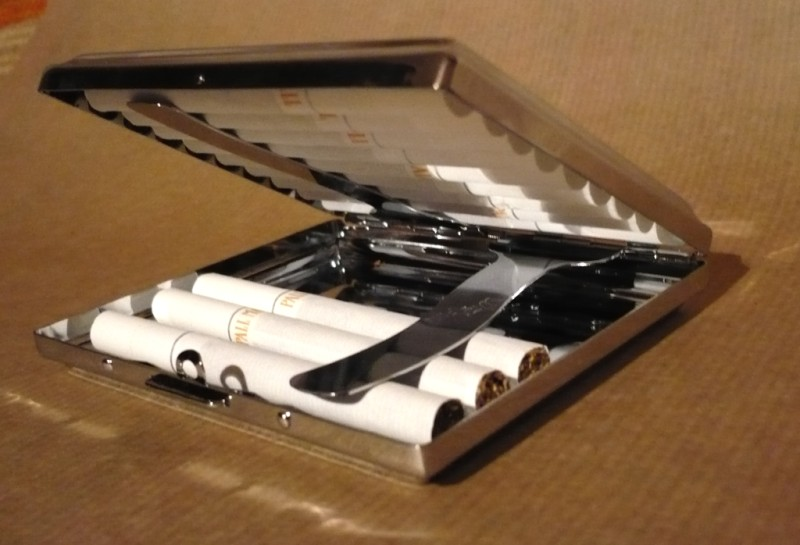
Ein Zigarettenetui aus Metall

Ein Zigarettenetui ist ein Behältnis zur Aufbewahrung von Zigaretten oder auch Zigarillos. Bereits im Wilden Westen gab es Zigarettenetuis, die aus Holz gefertigt waren, um die von Hand gefertigten Zigaretten aufzubewahren. Später wurde das Holz durch Metall ersetzt und die Etuis verbreiteten sich immer weiter. Mit Erfindung der Zigarettenschachteln ging der Verkauf von Zigarettenetuis rapide zurück. Nach Ende des Zweiten Weltkrieges kam speziell in Deutschland wieder, aus Kostengründen, der Trend zu Zigarettenetuis auf. Heute werden Zigarettenetuis oft mit den 1950er Jahren verbunden und sind überwiegend bei älteren Rauchern zu sehen. Es gibt im Handel jedoch auch speziell für jüngere Kunden entworfene Zigarettenetuis mit sarkastischen Reliefs wie Totenschädeln, Skeletthänden oder ganz in Sargform.
Daneben gibt es Schachteln aus Leder oder Blech in Packungsgröße, die vor allem Weichpackungen Schutz vor Zerdrücken und eine optische Verbesserung bieten sollen, aber auch für einzelne Zigaretten genutzt werden können.

## Verwendung als Werbeträger
Zigarettenschachteln dienen nicht nur als Hilfsmittel für Transport und Lagerung ihres Inhalts, sondern gelten auch als Kommunikationsmittel der Hersteller.
Besonders vor dem Hintergrund des weitgehenden Tabakwerbeverbots hat das Verpackungsdesign eine wichtige Rolle im Zigarettenmarketing. Dabei erfüllt die ansprechende Ausarbeitung der verschiedenen Elemente – Farbgebung, Schrift, graphische Elemente, Proportionen, Struktur und Material – vielfältige Funktionen.
In der Fülle des Zigarettenangebots muss sich eine Packung zunächst deutlich von anderen, ähnlichen Produkten abheben und einen hohen Wiedererkennungswert garantieren, um die Wahl des Käufers positiv zu beeinflussen. Das Markenimage, welches durch das Packungsdesign kommuniziert wird, dient als Grundlage zur Identifikation des Rauchers mit jenem Konsumgut, welches er letztlich ständig bei sich hat und immer wieder einer gewissen Öffentlichkeit gegenüber präsentiert. In diesem Sinne muss der Konsument die Zigarettenschachtel als Teil seiner selbst verstehen können, mittels dessen er seine Persönlichkeit zum Ausdruck bringen kann. Die Gestaltung erfolgt zu diesem Zwecke oft zielgruppenspezifisch, etwa werden Zigarettenschachteln besonders schlank gehalten und mit zarten Motiven und Farben versehen, um speziell Mädchen und Frauen anzusprechen.
Zudem kann die Verpackung, unter anderem durch Farbwahl und Material, Produkteigenschaften vermitteln. So steht rot meist für einen intensiven Geschmack, grün für Mentholzigaretten und helle Farben für einen niedrigeren Teer- oder Nikotingehalt. Zigaretten ohne Zusatzstoffe kleiden sich zumeist in erdfarbenen Papierhüllen, die den Eindruck von Naturbelassenheit und Nachhaltigkeit vermitteln sollen.
Letztlich dient das gesamte Verpackungsdesign der Anregung des Kunden zum (Spontan-)Kauf.
Als Werbeträger für die Bestattung Wien wird im Bestattungsmuseum ein Etui aus Alublech im Design einer Zigarettenschachtel samt Aufdruck „Rauchen sichert Arbeitsplätze!“ im Warnhinweis-Design verkauft.

## Warnhinweise

Zwei Hardpacks mit unterschiedlichem Warnhinweis

Seit dem 1. Oktober 2003 sind in allen Mitgliedstaaten der Europäischen Union und in der Schweiz deutlich sichtbare Warnhinweise auf beiden Breitseiten jeder Zigarettenpackung vorgeschrieben. In Deutschland wird die Hinweispflicht durch die Tabakprodukt-Verordnung vom 20. November 2002 normiert; diese dient der Umsetzung der EU-Richtlinie über die Herstellung, die Aufmachung und den Verkauf von Tabakerzeugnissen (2001/37/EG). Im Gesetzestext werden Größe und Gestaltung der Warnhinweise detailliert geregelt. So müssen etwa die allgemeinen Hinweise mindestens 30 Prozent und die ergänzenden Hinweise mindestens 40 Prozent der Packungsbreitseite einnehmen.
Am 3. April 2014 wurde die neue Richtlinie 2014/40/EU von der Europäischen Kommission verabschiedet. Diese schreibt vor, dass Zigarettenverpackungen und andere Verpackungen von Tabakprodukten nun mit einem Warnhinweis, der 65 % der gesamten Packung einnimmt, gekennzeichnet werden müssen.
Die Richtlinie 2014/40/EU wird in Deutschland durch das Tabakerzeugnisgesetz umgesetzt.
Außerdem wird der Wortlaut der Warnhinweise festgelegt: Neben den allgemeinen Warnhinweisen
- „Rauchen tötet“ oder
- „Rauchen kann tödlich sein“ oder
- „Rauchen fügt Ihnen und den Menschen in Ihrer Umgebung erheblichen Schaden zu“

muss jeweils ein ergänzender Warnhinweis aus der folgenden Liste angebracht werden:
1. Raucher sterben früher.
2. Rauchen kann tödlich sein.
3. Rauchen führt zur Verstopfung der Arterien und verursacht Herzinfarkte und Schlaganfälle.
4. Rauchen verursacht tödlichen Lungenkrebs.
5. Rauchen in der Schwangerschaft schadet Ihrem Kind.
6. Schützen Sie Kinder – lassen Sie sie nicht Ihren Tabakrauch einatmen!
7. Ihr Arzt oder Apotheker kann Ihnen dabei helfen, das Rauchen aufzugeben.
8. Rauchen macht sehr schnell abhängig: Fangen Sie gar nicht erst an!
9. Wer das Rauchen aufgibt, verringert das Risiko tödlicher Herz- und Lungenerkrankungen.
10. Rauchen kann zu einem langsamen und schmerzhaften Tod führen.
11. Hier finden Sie Hilfe, wenn Sie das Rauchen aufgeben möchten: Bundeszentrale für gesundheitliche Aufklärung
12. Rauchen kann zu Durchblutungsstörungen führen und verursacht Impotenz. Warnhinweis auf einer Zigarettenschachtel
13. Rauchen lässt Ihre Haut altern.

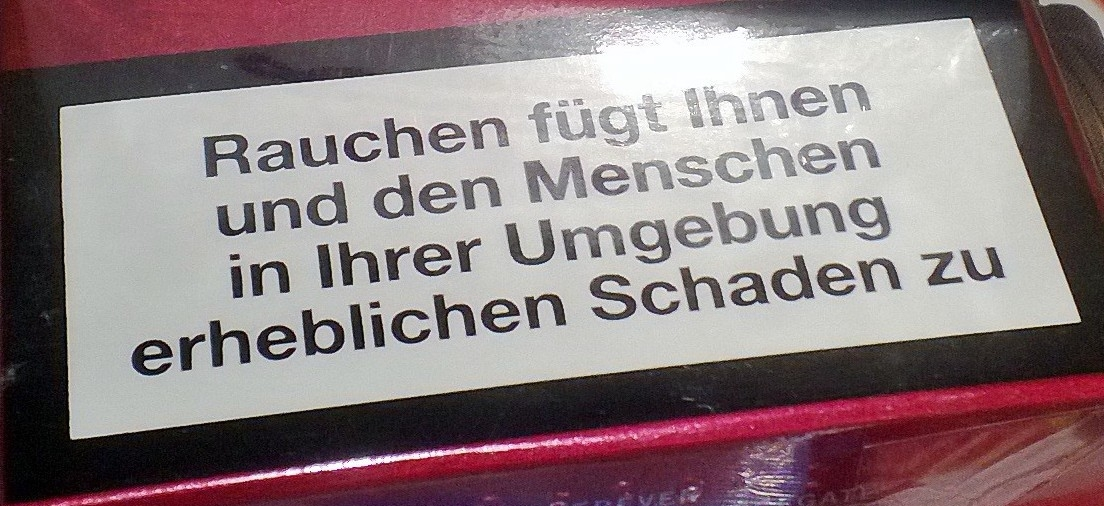
Warnhinweis auf einer Zigarettenschachtel

14. Rauchen kann die Spermatozoen schädigen und schränkt die Fruchtbarkeit ein.
15. Rauch enthält Benzol, Nitrosamine, Formaldehyd und Blausäure.
16. Rauchen fügt Ihnen und den Menschen in Ihrer Umgebung erheblichen Schaden zu.

Die Warnhinweise sind abwechselnd so zu verwenden, dass sie regelmäßig auf den Packungen erscheinen. Die Angabe des Teer-, Nikotin- und Kohlenmonoxidgehalts ist seit Mai 2016 verboten.
Ziel ist die gesundheitliche Aufklärung der rauchenden und nichtrauchenden Bevölkerung. Die Verwendung der Zigarettenschachtel als Kommunikationsmittel der Tabakindustrie soll dabei eingeschränkt werden. Diese Art der Vermittlung von Gesundheitswissen zeichnet sich neben geringen Kosten vor allem durch ihre hohe Reichweite und die direkte und umfassende Ansprache der Konsumenten und Nicht-Konsumenten aus. Raucher sollen so zu einem Rauchstopp animiert, Nichtraucher vom Einstieg in den Tabakkonsum abgehalten werden. Auch andernfalls schwierig zu erreichenden Zielgruppen können so unmittelbar Informationen vermittelt werden.
Allerdings hat sich ein neuer Markt aufgetan. Es werden mittlerweile aus Papier hergestellte Überzieher angeboten, die, über die Schachtel geschoben, genau diese Warntexte abdecken. Bild- und Textvorlagen für eine parodistische Gestaltung entsprechender Abdecker lassen sich aus dem Internet herunterladen. Auch T-Shirts und Accessoires mit Warnhinweisen und Parodien solcher sind erhältlich.
In der Schweiz sind die Warnhinweise in den drei Landessprachen Deutsch, Französisch und Italienisch abgedruckt, in Belgien auf Niederländisch, Französisch und Deutsch, die Fläche auf der Schachtel für die Hinweise ist insgesamt größer als in den anderen EU-Staaten.
Eine Verschärfung der Warnhinweise durch schonungslose, realistische Bilder wurde inzwischen in Kanada, der gesamten EU, Australien, Thailand, Brasilien, der Türkei, der Schweiz und seit 20. Mai 2016 in Deutschland eingeführt.
Studien zeigen, dass bildgestützte Hinweise besser wahrgenommen und länger betrachtet werden und als emotional wirkungsvoller erachtet werden können, sodass von einem höheren positiven Einfluss auf das Gesundheitswissen und auf die Motivation zu einem Rauchstopp ausgegangen werden kann.

## Einheitsverpackung (Plain packaging)
Mit der sogenannten Einheitsverpackung, englisch Plain packaging, wird eine weitere Stufe der Eindämmung des Tabakmarketings bezeichnet, die Standardisierung von Tabakproduktverpackungen.
Damit ist die Vereinheitlichung des Designs aller Tabakproduktmarken gemeint. Auf spezifische Markenelemente wie Logos oder Schriftzüge wird dabei verzichtet; Schriftart, Schriftgröße und Packungsgrundlage werden vereinheitlicht. Damit würde die Attraktivität der einzelnen Schachteln deutlich verringert, die Suggestivwirkung von Farbwahl und Design unterlaufen und mehr Raum geschaffen für die Vermittlung von gesundheitsrelevantem Wissen. Es kann außerdem davon ausgegangen werden, dass Warnhinweise dann besser wahrgenommen würden.
Die australische Regierung hat diesen rigorosen Schritt bereits gewagt. Seit Ende 2012 dürfen die Hersteller nur noch olivgrüne Einheitsverpackungen – bedruckt mit den bereits üblichen Schockfotos und Warnhinweisen – in den Handel bringen. Sie folgt damit einer Empfehlung der WHO.
Das Deutsche Krebsforschungszentrum empfiehlt im Rahmen der Überarbeitung der europäischen Tabakprodukt-Richtlinie 2001/37/EG die Durchsetzung einer EU-weiten Standardisierung der Verpackungen.
Am 3. April 2014 wurde die neue Richtlinie 2014/40/EU von der Europäischen Kommission verabschiedet. Diese stellt es jedoch den Mitgliedsstaaten frei, Plain Packaging einzuführen. Von diesem Ermessen haben bisher Frankreich, Ungarn, Großbritannien und Irland Gebrauch gemacht. Daraufhin hat Philip Morris geklagt und ein britisches Gericht hat den Streit dem EuGH zur Entscheidung vorgelegt.
Trotz diverser Bedenken, ob die Maßnahme nicht zu paternalistisch sei und gegen Grundrechte verstoße, halten Rechtswissenschaftler die Einführung von Plain Packaging in der EU für verfassungsgemäß und mit der Europäischen Grundrechtecharta sowie dem deutschen Grundgesetz vereinbar.